# أولاد الصغير (لعلاونة)
أولاد الصغير هو دُوَّار يقع بجماعة تندرارة، إقليم فكيك، جهة الشرق في المملكة المغربية. ينتمي الدوّار لمشيخة لعلاونة التي تضم 4 دواوير. يقدر عدد سكانه بـ 537 نسمة حسب الإحصاء الرسمي للسكان والسكنى لسنة 2004.

## روابط خارجية
- البوابة الوطنية للجماعات الترابية
- المندوبية السامية للتخطيط